# Old Shop
Old Shop é uma pequena comunidade localizada na província da Terra Nova e Labrador, perto da Baía Trinity, no Canadá.
Tinha uma população de 171 habitantes em 1956. 